# Euphorbia bongensis
Euphorbia bongensis es una especie fanerógama perteneciente a la familia Euphorbiaceae. 

## Descripción
Es una  planta herbácea perenne con raíz tuberosa y con tallos ramosos que alcanzan los 60 cm de altura, no tiene espinos.

## Ecología
Se encuentra en suelos arenosos y rocosos en pastizales y bosques abiertos, a menudo aparecen después de la quema, en la sabana seca con Acacia seyal, en arbolado con Combretum collinum, Combretum molle, Annona senegalensis, a una altitud de 630-2100 metros.

## Distribución
Se encuentra en Somalía, Etiopía, Uganda, Ruanda, Sudán, Zimbaue y Kenia.

## Taxonomía
Euphorbia bongensis fue descrita por Kotschy Peyr ex Boiss. y publicado en Prodromus Systematis Naturalis Regni Vegetabilis 15(2): 1264. 1866.
Etimología
Euphorbia: nombre genérico que deriva del médico griego del rey Juba II de Mauritania (52 a 50 a. C. - 23), Euphorbus, en su honor – o en alusión a su gran vientre –  ya que usaba médicamente Euphorbia resinifera. En 1753 Carlos Linneo asignó el nombre a todo el género.
bongensis: epíteto
Sinonimia
- Euphorbia djurensis Schweinf. ex Pax[3]